# Anatole de Baudot

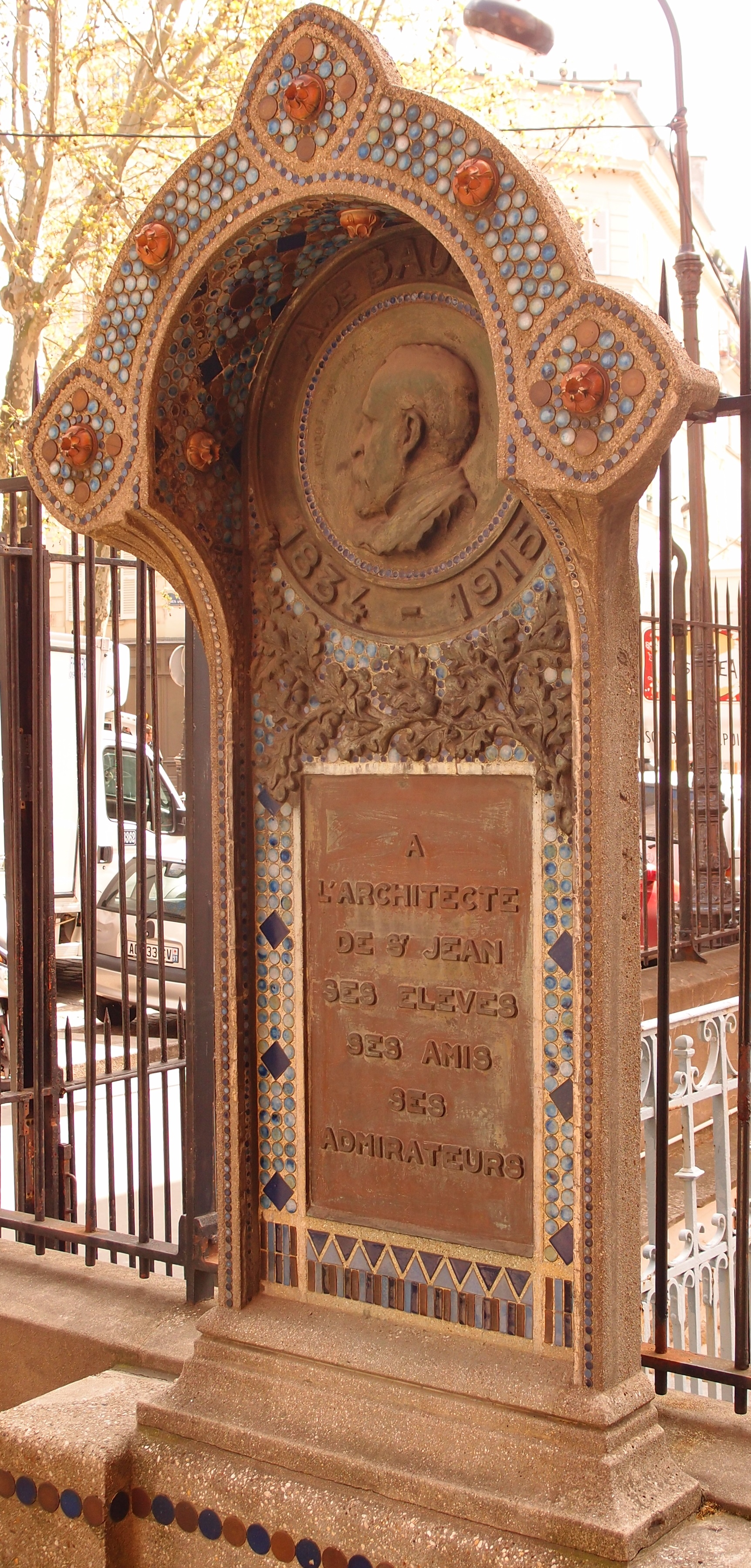
Denkmal für Anatole de Baudot an der Pfarrkirche Saint-Jean de Montmartre in Paris

Anatole de Baudot (* 14. Oktober 1834 in Sarrebourg; † 28. Februar 1915 in Paris) war ein französischer Architekt, Denkmalpfleger und Architekturhistoriker.

## Werdegang
Anatole de Baudot studierte bei Henri Labrouste und Viollet-le-Duc. 1873 wurde er Diözesanarchitekt von Viviers, 1874 von Mende, 1875 von Clermont. 1879 wurde er zum Generalinspekteur der französischen Diözesanarchitekten ernannt. 1879 wurde er Mitglied der Commission des monuments historiques, 1880 deren Vizepräsident. Von 1887 bis 1915 lehrte er als Professor für französische Architekturgeschichte am Musée de sculpture comparée. Von 1907 bis 1914 war er Inspecteur général des monuments historiques („Generalinspekteur für Kulturdenkmäler“). 

## Werke
- Kirchen
  - St. Lubin in Rambouillet (1868–1871)[1]
  - St. Pierre in Larochemillay (1870–1871)[2]
  - St. Thomas in Privas[2]
  - Beim Bau der Pariser Kirche St-Jean de Montmartre (1894–1904) verwendete Anatole de Baudot erstmals Stahlbeton für einen Sakralbau.
- Profanbauten
  - Lycée Lakanal in Sceaux[2]
  - Lycée in Tulle[2]
  - Mietshaus 34, Rue St.-Lazare[2]
  - Mietshaus 21, Rue de Leningrad[2]
  - Festsaal eines Präsidentenpalastes (Entwurf)[3]
- Restaurierungen
  - Schloss Blois,
  - die Kathedrale von Le Puy-en-Velay und
  - die Kathedrale Notre-Dame-de-l’Assomption in Clermont.

### von Anatole de Baudot
- L’Architecture et le ciment armé. Paris 1904.
- L’Architecture en ciment armé. Paris 1905.
- L’Architecture. Le passé – le présent. Paris 1916 (posthum).

### über Anatole de Baudot
- F. Bercé, J. Ache, B. Belin: Anatole de Baudot. In: Monuments historiques de la France 11, 1965, S. 103–104. 159–166.
- Françoise Boudon: Recherche sur la pensée et l’œuvre d’Anatole de Baudot 1834–1915. Paris 1973.
- Ferdinand Werner: Der lange Weg zum neuen Bauen. Band 1: Beton: 43 Männer erfinden die Zukunft. Wernersche Verlagsgesellschaft, Worms 2016. ISBN 978-3-88462-372-5, S. 164–175.